# Instituto politécnico

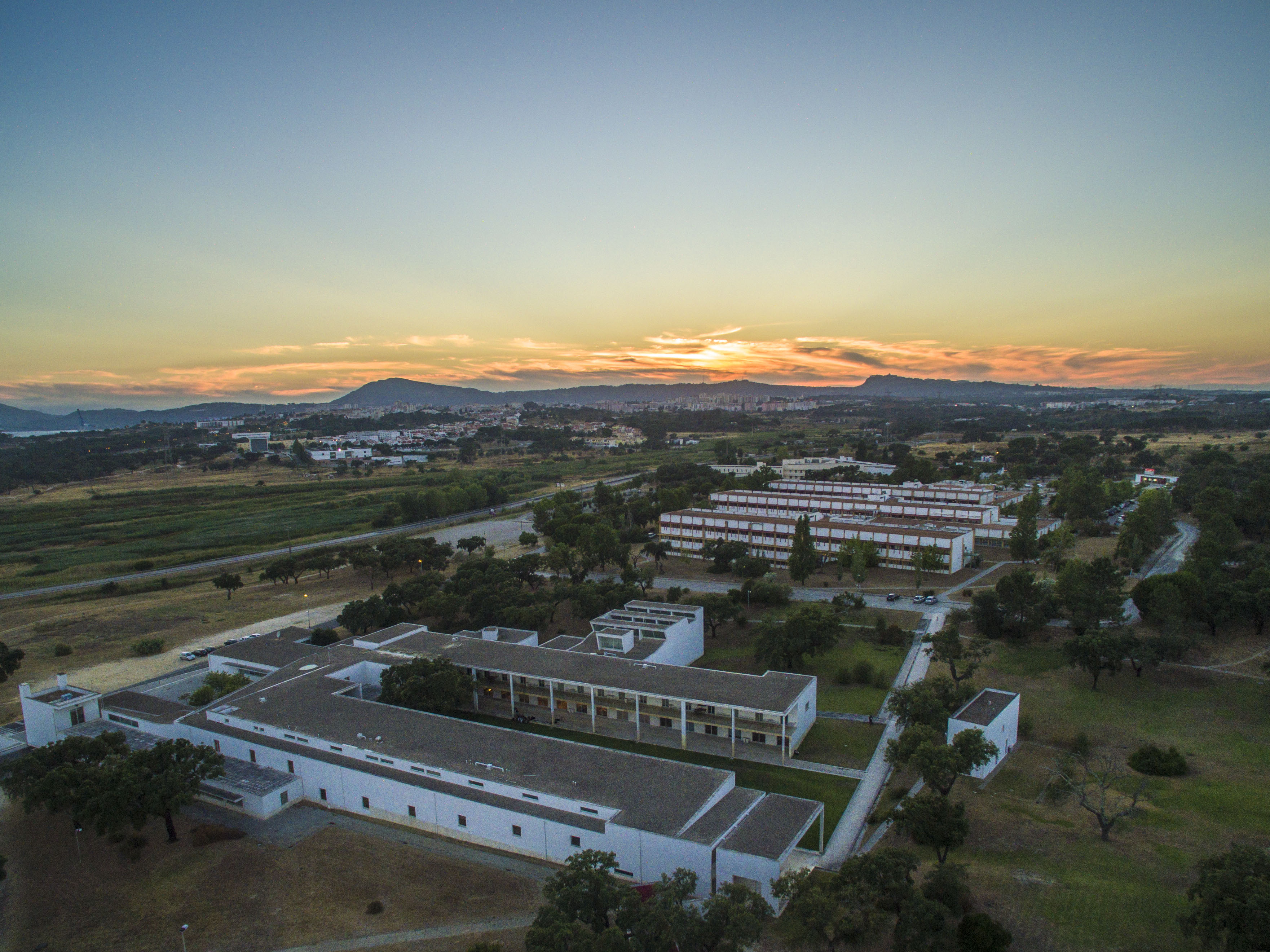
Campus do Instituto Politécnico de Setúbal

Um instituto politécnico, é uma instituição de ensino superior politécnico orientada para a criação, transmissão e difusão da cultura e do saber de natureza profissional, através da articulação do estudo, do ensino, da investigação orientada e do desenvolvimento experimental.
Os institutos politécnicos integram duas ou mais escolas superiores politécnicas, denominadas escolas ou institutos, globalmente orientadas para a prossecução dos objetivos do ensino superior politécnico numa mesma região.
Nos institutos politécnicos são conferidos os graus de licenciado e de mestre  e o diploma de técnico superior profissional.